# Italienischer Irredentismus

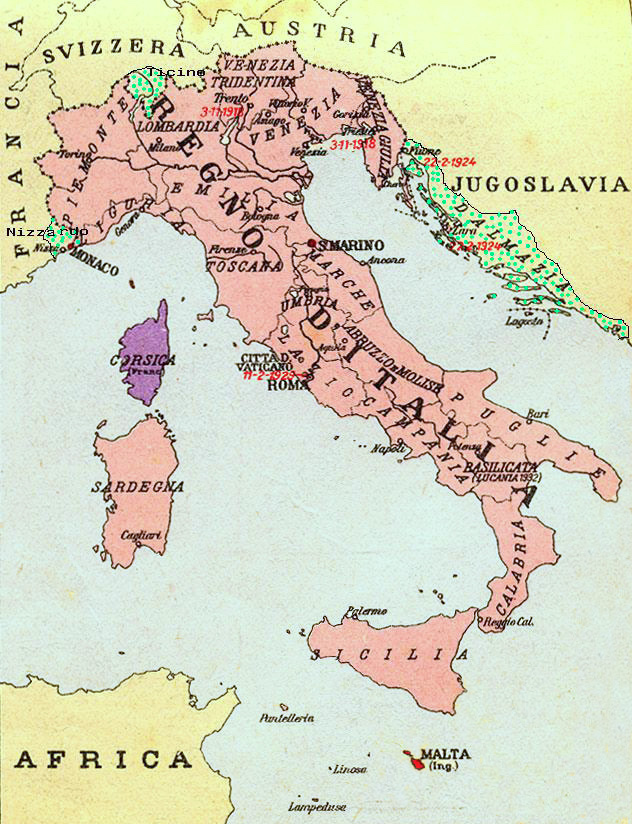
Italien nach den Vorstellungen italienischer Irredentisten nach dem Ersten Weltkrieg, „unerlöste“ Gebiete in grün markiert

Der italienische Irredentismus (italienisch irredentismo von redenzione „Erlösung“; auch Panitalianismus genannt) zielte nach der Gründung des italienischen Nationalstaates 1861 darauf ab, im Rahmen der italienischen Einigung alle Gebiete, die ganz oder teilweise von einer italienischsprachigen Bevölkerung bewohnt waren bzw. südlich des Alpenhauptkamms lagen, in den neuen Staat einzugliedern. Zunächst konzentrierten sich die Bemühungen auf das Trentino und Triest, ab dem Ende des 19. Jahrhunderts aber auch Dalmatien, das Tessin und Istrien. Im Trentino wohnte eine kleine deutsche Minderheit, und Istrien und Dalmatien waren vor allem auf dem Land mehrheitlich von Kroaten besiedelt; alle drei Gebiete befanden sich damals unter der Herrschaft der Österreichisch-Ungarischen Monarchie.
Nach dem Ersten Weltkrieg wurden der Siegermacht Italien auf der Pariser Friedenskonferenz einige Gebiete der aufgelösten Doppelmonarchie Österreich-Ungarn wie das Österreichische Küstenland und die südlich des Brenners gelegenen Teile Tirols zugesprochen, da das Land mit seinem Kriegseintritt auf der Seite der Entente 1915 den zuvor geschlossenen Geheimvertrag von London erfüllt hatte. Weitergehende Forderungen nach einer italienischen Nordgrenze entlang des Alpenhauptkamms bzw. der Wasserscheide von Mittelmeer und Donau / Schwarzem Meer, die das Schweizer Tessin und Teile Graubündens eingeschlossen hätte, wurden dagegen nicht erfüllt. Unter Rücksicht auf den neugegründeten südslawischen Staat wurde in Paris auch die vollständige Umsetzung der Zusagen des Londoner Vertrags von den anderen alliierten Mächten blockiert. 
Man sprach (mit den Worten Gabriele D’Annunzios), insbesondere mit Bezug auf das zum größten Teil an das neugegründete Jugoslawien gefallene Dalmatien, in Italien von einer vittoria mutilata, einem „verstümmelten Sieg“. D’Annunzio selbst besetzte mit den Arditi im September 1919, nach dem Vertrag von Saint-Germain, das umstrittene Gebiet an der Kvarner-Bucht um die Stadt Rijeka (Fiume) und rief dort im Folgejahr die nur kurz währende italienische Regentschaft am Quarnero aus. Das Gebiet fiel 1924 auf diplomatischem Weg durch den Vertrag von Rom an das inzwischen von den Faschisten unter Mussolini regierte Italien.
Der italienische Teil Istriens (darunter auch Rijeka/Fiume) wurde nach dem Zweiten Weltkrieg wieder an Kroatien und Slowenien bzw. Jugoslawien abgetreten, Triest, der größte Teil von Görz, das Trentino und das überwiegend von einer deutschsprachigen (und ladinischsprachigen) Bevölkerung bewohnte Südtirol gehören bis heute zu Italien.

## Irredentismus gegenüber der Schweiz zwischen den Weltkriegen
Der Irredentismus beeinflusste während der 1920er Jahre bis zum Ende des Zweiten Weltkrieges die schweizerisch-italienischen Beziehungen maßgeblich.
Bereits 1909 war der Versuch gescheitert, einen Ableger der Società Dante Alighieri in Lugano zu gründen.
Während des Ersten Weltkrieges kam es im Tessin zu einer Parteinahme der Bevölkerung für Italien. Diese steht im Gegensatz zu der Parteinahme der Deutschschweizer für Deutschland und Österreich. Die Mehrheit der Tessiner Bevölkerung fühlte sich (und fühlt sich bis heute) politisch der Schweiz zugehörig, kulturell aber der Italianità verpflichtet (Svizzera italiana). Dazu kam die Befürchtung vieler Tessiner, dass ihre italienischsprachige Kultur von der Deutschschweizer Mehrheit durch deren zahlenmäßige und wirtschaftliche Vormachtstellung bedroht würde (Rivendicazioni ticinesi).
Die ab 1912 herausgegebene Kulturzeitschrift L’Adula betonte die Italianità des Tessins.
Der italienische Journalist Giuseppe Prezzolini (1912) und der italienische Schriftsteller Gabriele D’Annunzio (1919) publizierten Schriften für den Anschluss des Tessins an Italien. Der Kanton Graubünden war ebenfalls vom italienischen Irredentismus bedroht. Die südlichen Alpentäler und die rätoromanischen Gebiete sollten ebenfalls an Italien fallen. Am 21. Juni 1921 bemerkte Benito Mussolini in einer Rede, dass die staatliche Einigung Italiens erst vollendet sei, wenn das Tessin zu Italien gehöre. Der Schweizer Botschafter in Rom, Georges Wagnière, protestierte daraufhin beim italienischen Außenministerium, woraufhin der italienische Ministerpräsident Giovanni Giolitti die Äußerungen Mussolinis revidierte. Ab 1922 wurde auf die Schweiz mit irredentistischen Forderungen Druck mit dem Ziel ausgeübt, dass diese gegen antifaschistische italienische Exilanten vorgehe. Ab 1939 wurden in lombardischen Zeitungen Artikel und Broschüren verbreitet, in denen die Italianità der Gebiete südlich der Alpen betont und eine neue Grenzziehung durch die Alpen gefordert wurde. Solche Forderungen verstärkten jedoch das Bewusstsein der vorwiegend italienisch- und romanischsprachigen Bevölkerung, der Schweiz anzugehören.